# Kuikkajärvi (sjö i Finland, Kajanaland)
Kuikkajärvi är en sjö i Finland. Den ligger i kommunen Kuhmo i landskapet Kajanaland, i den östra delen av landet, 500 km nordost om huvudstaden Helsingfors. Kuikkajärvi ligger 249 meter över havet. Den är 7 meter djup. Arean är 45,7 hektar och strandlinjen är 6,01 kilometer lång. Sjön  ingår i Uleälvens huvudavrinningsområde. 